# Tephrina suleiman
Tephrina suleiman är en fjärilsart som beskrevs av Eugen Wehrli 1936. Tephrina suleiman ingår i släktet Tephrina och familjen mätare. Inga underarter finns listade i Catalogue of Life.